# شارل نوغيس
أوغوست بول شارل ألبرت نوغيس (مونليون-ماغنواك، 13 أغسطس 1876 - باريس، 20 أبريل 1971) هو جنرال فرنسي من الحرب العالمية الثانية. في عام 1942، كان المقيم العام لفرنسا في المغرب، تحت سلطة الجنرال جوين، قائد القوات الفرنسية في شمال أفريقيا الفرنسية من 1939 إلى 1943.

## سيرة شخصية
ابن مزارع من هوتس-بيرينيه Hautes-Pyrénées (كبير الخدم في وقت ولادته)، تم قبوله في المدرسة متعددة التقنيات في عام 1897 .
في يونيو 1921 في في أكس-ليه-تيرم (أرييج) Ax-les-Thermes (Ariège)، تزوج من سوزان لورانس ديلكاسي، ابنة تيوفيل ديلكاسي .
ضابط مدفعية، قضى معظم مسيرته المهنية في شمال أفريقيا حيث، بدءاً من عام 1912، تم استدعاؤه إلى مكتب هوبرت ليوطي. بعد الحرب العالمية الأولى، التي أنهاها في قيادة الفوج السابع عشر للمدفعية، شغل مناصب مختلفة في مكتب ميلران، ثم عاد إلى أفريقيا في عام 1924، وشارك في حملة الريف وأصبح مديراً لشؤون السكان الأصليين في الرباط عام 1927
1. 1 2  مذكور في: استنادات المكتبة الوطنية الفرنسية. مُعرِّف المكتبة الوطنية الفرنسية (BnF): 119689297. الوصول: 10 أكتوبر 2015. المُؤَلِّف: المكتبة الوطنية الفرنسية. لغة العمل أو لغة الاسم: الفرنسية.
2. 1 2  مذكور في: Munzinger Personen. مُعرِّف شخص في أرشيف مُونزِينجِر (Munzinger): 00000001432. الوصول: 9 أكتوبر 2017. باسم: Charles Nogues. لغة العمل أو لغة الاسم: الألمانية.
3. 1 2 3  "شهادة ميلاد". اطلع عليه بتاريخ 2024-10-08.
4. 1 2  "شهادة الوفاة". ص. 2. اطلع عليه بتاريخ 2024-10-08.
5. ↑  المكتبة الوطنية الفرنسية. "استنادات المكتبة الوطنية الفرنسية" (بالفرنسية). Retrieved 2015-10-10.
6. ↑  وصلة مرجع: https://francearchives.fr/fr/file/ad46ac22be9df6a4d1dae40326de46d8a5cbd19d/FRSHD_PUB_00000355.pdf.
7. 1 2 3 4 5 6 7 8 9 10 11 12  مذكور في: قاعدة بيانات ليونور. لغة العمل أو لغة الاسم: الفرنسية. الناشر: وزارة الثقافة الفرنسية.